# Elizabeth Hayes

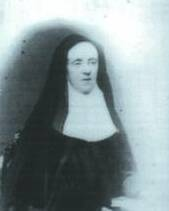
Maria Ignazia di Gesù, al secolo Elizabeth Hayes

Elizabeth Hayes, in religione Maria Ignazia di Gesù (Saint Peter Port, 10 febbraio 1823 – Roma, 6 maggio 1894), è stata una religiosa britannica, fondatrice delle suore missionarie francescane dell'Immacolata Concezione di Maria.

## Biografia
Nata a Guernsey in una famiglia anglicana, ricevette una buona istruzione e attorno al 1850 si stabilì in Inghilterra, dove entrò nella comunità di insegnanti fondata da William John Butler, vicario di Wantage: nel 1855 fu nominata superiora.
In seguito aderì al cattolicesimo e passò alla giovane congregazione delle suore di Carità del Preziosissimo Sangue; nel 1858 la congregazione adottò la regola francescana e il 25 novembre 1858 entrò nel noviziato delle suore francescane dell'Immacolata Concezione.
Emise i voti il 26 novembre 1859, promettendo di dedicare la sua vita alle missioni, e nel dicembre successivo partì per la missione della sua congregazione in Giamaica, dove rimase fino al 1863.
Tral 1864 e il 1866 visse a Roma, dove lavorò alla revisione delle costituzioni del suo istituto; fondò anche una casa a Sèvres, che poco dopo fu chiusa in seguito alla guerra franco-prussiana.
Tentò di aprire una casa a Saint Thomas, nelle Isole Vergini, poi si stabilì a Belle Prairie, in Minnesota, e nel 1872 vi fondò le suore missionarie francescane dell'Immacolata Concezione di Maria: da questo istituto trassero origine le suore francescane di Little Falls e le suore francescane dell'Immacolata Concezione di Rock Island.
Nel 1874 fondò il mensile Annals of Our Lady of the Angels e poi la Association of Saint Anthony of Padua for the Diffusion of Good Books che, il 30 maggio 1888, fu eretta in confraternita. Nel 1878 fondò con le sue suore una scuola in Georgia per l'istruzione delle ragazze nere.
Nel 1881 trasferi la casa-madre della sua congregazione a Roma, dove morì nel 1894.